# Birger jarl
Birger jarl (kb. 1200/1210 – 1266. október 21.), svéd államférfi, teljes neve Bjälboi Birger Magnusson volt. (A Magnusson ebben az időben még csak apai név volt, nem családnév.) A jarl címet és méltóságot XI. Erik király adományozta neki 1248-ban. Első felesége a király húga, Ingeborg Eriksdotter volt. Birger jarl jelentős sikereket ért el a svéd állam és a királyi hatalom megszilárdításában, az ország egységesítésében, és különösen Stockholm, mint főváros fejlesztésében.

## Élete
A bjälboi Magnus Minnesköld és Ingrid Ylva fiaként született. Tévesen állítják, hogy a Folkung-családból származott, amelynek oly meghatározó szerepe volt a korai svéd történelemben.
Erik halála után 1250-ben, Birger fiát, I. Valdemart választották meg királynak, de kiskorúsága miatt az apja kormányzott. Tizenhat évi uralma alatt Svédország virágzásnak indult. 1240-ben seregével elindult, hogy meghódítsa Novgorodot, de az oroszok Alekszandr Jaroszlavics vezetésével legyőzték őket a Néva és az Izsora összefolyásánál, mialatt ott lehorgonyoztak. 1249-ben hadjáratot vezetett Finnországba, felépítette Tavastehus várát (ma Hämeenlinna), így megalapozta Svédország tengerentúli birodalmát. Ugyancsak ő építtette fel Stockholmot. 1250-ben Ingeborg meghalt. 1261-ben feleségül vette Mathilde von Schauenburgot, IV. Adolf holsteini gróf lányát és Ábel dán király özvegyét.

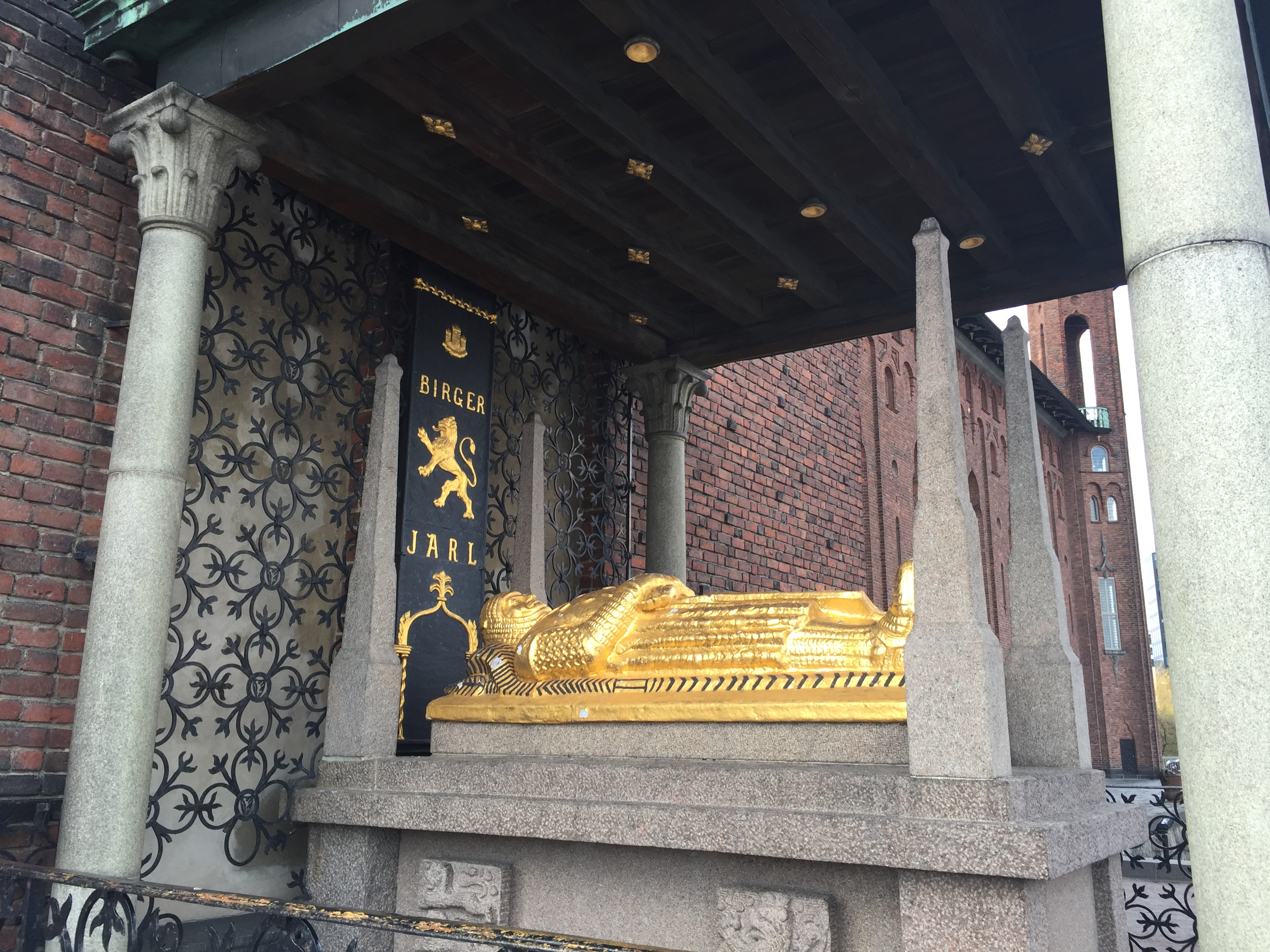
Birger jarl emléksírja a Stockholmi városháza oldalában

## Emlékezete
A Riddarholmskyrkanban gyönyörű szobrot emeltek emlékére 1884-ben. A Stockholmi városháza oldalában emléksírt emeltek tiszteletére.